# Familia Carrera
La familia de Carrera es una familia aristocrática chilena originaria de la localidad de Alegría de Oria en el País Vasco, España, radicada en Chile desde el siglo XVII, que tuvo una destacada participación pública durante el siglo XIX, principalmente durante la independencia de su país. Es considerada una de las estirpes más influyentes de Chile. Su fundador y genearca fue Juan Ignacio de la Carrera Yturgoyen (1620-1682), quien se radicó en Chile en 1639; se casó en 1655 con Catalina de Elguea y Cáceres, tataranieta de Diego García de Cáceres, con quien tuvo diez hijos. Además, tuvo otros tres hijos naturales antes de casarse.
Según Juan Luis Espejo, otras familias consanguíneas con los Carrera son los Araníbar, los Barrenechea, los Lecuna, los Prado, los Rodríguez, los Guerrero, los Ureta, los Valdés, los Mujica, los Elzo, los Errázuriz, los Zañartu y los Cortés.

## Descendientes de Juan Ignacio de la Carrera Yturgoyen

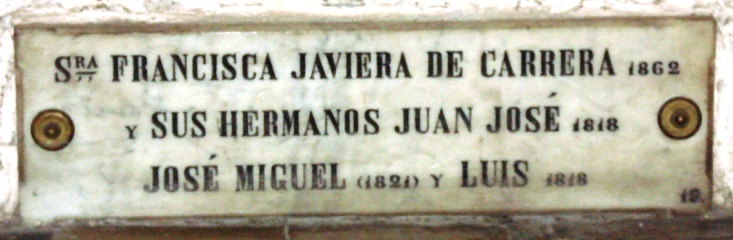
Primera placa mortuoria de los hermanos Carrera, también en la Catedral Metropolitana.

### Primera generación
1. Manuel de Carrera, hijo natural. Sin duda fueron sus hijos los siguientes:
  1. Pedro de Carrera, Capitán, Castellano de Cruces en la jurisdicción de la Plaza de Valdivia a principios del siglo XVIII. Se casó con doña Mariana Velásquez, vecinos nobles de Valdivia.[2] Con sucesión en la familia Negrón y Peña del Castillo. Entre sus descendientes se encuentran, entre otros, don Francisco de Segovia Martínez, miembro de número del Instituto Chileno de Investigaciones Genealógicas.[3]
  2. Josefa de Carrera, quien se casó con el castellano don Juan Cano y Chavarría, con sucesión.
2. Pedro de Carrera, hijo natural.
3. Isabel de Carrera, hija natural casada con José Dolores Peralta. Su hija Isabel Peralta Carrera se casa con Jorge Goldsmith (natural de Rochester, Inglaterra), en 1895.
4. Francisco Juan de la Carrera y Elguea (1656-siglo XVII/siglo XVIII), militar y político chileno.
5. Miguel de la Carrera y Elguea (1674-1720), militar y político chileno.
6. Juan Ignacio de la Carrera y Elguea (1669-siglo XVII/siglo XVIII), bautizado en 1669.
7. Jerónimo de la Carrera y Elguea (1658-siglo XVII/siglo XVIII).
8. Josefa de Carrera y Elguea (1660-1688).
9. Juana de Carrera y Elguea (1659-siglo XVII/siglo XVIII).
10. Nicolasa de Carrera y Elguea (1657-siglo XVII/siglo XVIII), genearca y tronco común de las familias Barrenechea, Zañartu y otras antiguas notables familias penquistas.
11. Mariana de la Carrera y Elguea (1662-1714).
12. Petronila de Carrera y Elguea (1666-1731).
13. María de Carrera y Elguea (1656-siglo XVII/siglo XVIII).

### Segunda generación
- Ignacio de la Carrera y Ureta (1703-1760): nieto del fundador, hijo de Miguel de la Carrera y Elguea y padre de Ignacio de la Carrera.

### Tercera Generación
- Ignacio de la Carrera y de las Cuevas (1745-1819): militar y latifundista, bisnieto del fundador y padre de José Miguel Carrera.

### Cuarta generación

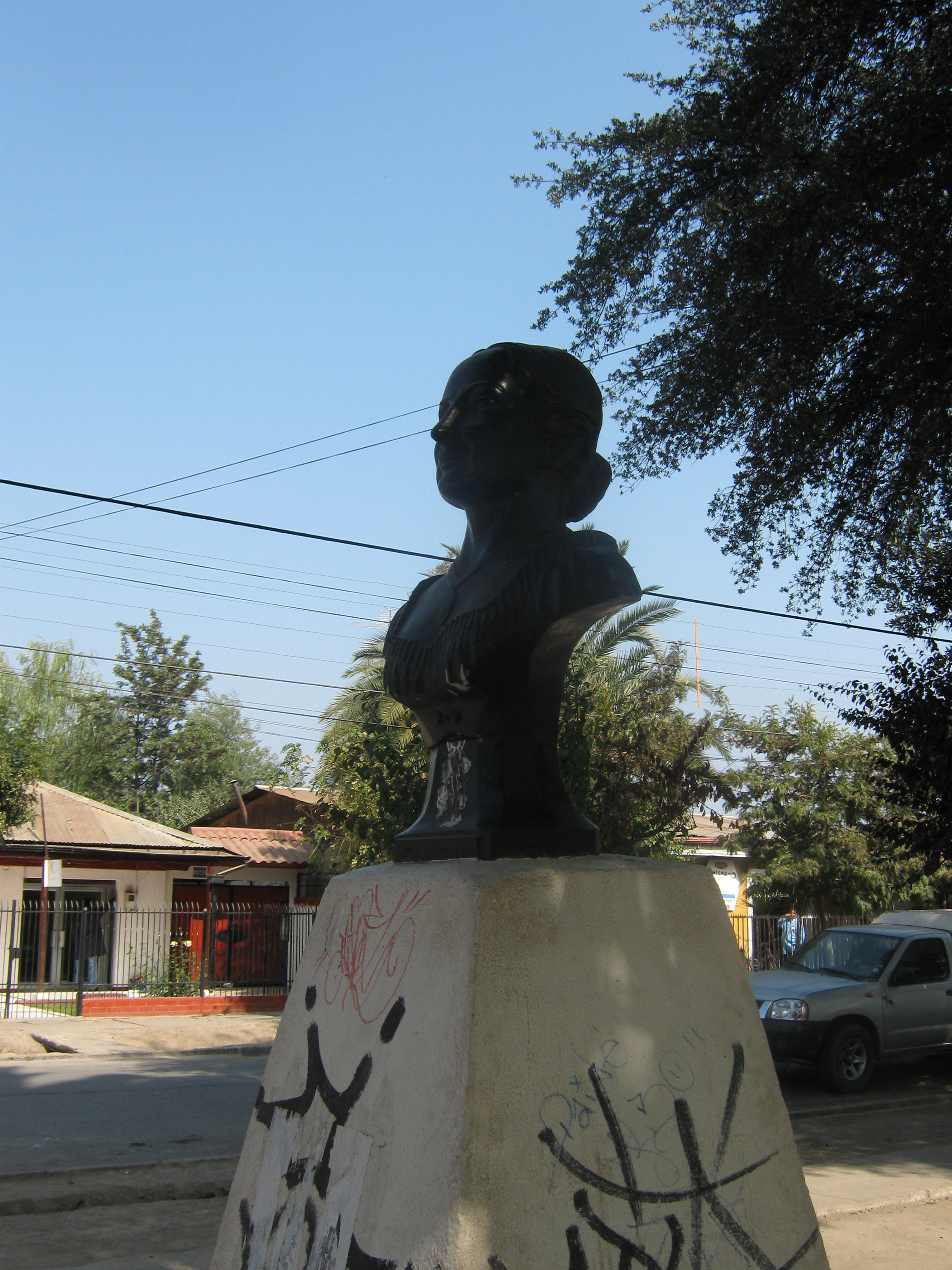
Busto a Javiera Carrera en Paine.

- Juan Ignacio Carrera Verdugo (1775-1777)
- María Juana Carrera Verdugo (1776-1783)
- José Ignacio Carrera Verdugo (1777-1783)
- Javiera Carrera Verdugo (1781-1862): dama patriota, hermana de José Miguel Carrera. Creadora de la primera bandera de Chile
- Juan José Carrera Verdugo (1782-1818): militar, patriota, hermano de José Miguel Carrera.
- José Miguel Carrera Verdugo (1785-1821): militar, político, Director supremo en 1814.
- Luis Carrera Verdugo (1791-1818): militar, patriota, hermano de José Miguel Carrera.
- Don Juan Cubillos Cano (1750): nieto de don Juan de Cano y Chavarría, testigo y amigo del matrimonio de Narciso Ladrón de Guevara, miembro de la Casa Guevara en Chile, y padre de Tomás Guevara[4]

### Quinta generación
- Santos Díaz de Valdés Carrera (1803-1869): diputado de la República de Chile, hijo de Javiera Carrera.
- José Miguel Carrera Fontecilla (1821-1860): militar, hijo de José Miguel Carrera.
- Luisa Carrera Fontecilla (1820-1839): Casada con Manuel Camilo Vial Formas, abogado, Ministro de Hacienda y de Relaciones Exteriores.
- Pablo Ignacio Cubillos González (1810-1892): casado con María de los Ángeles Avalos Vallejos, descendiente de Francisco de Aguirre

### Sexta generación
- Ignacio Carrera Pinto (1848-1882): militar, nieto de José Miguel Carrera.
- Manuel Carrera Pinto (1853-1895): político, nieto de José Miguel Carrera.
- Federico Santa María Carrera (1845-1925): hombre de negocios y filántropo.
- Emiliano Figueroa Larraín (1866-1931): presidente de Chile.
- Agustín Vial Carrera (1838-1866): diplomático, casado con Emilia Ugarte.
- José Gregorio Cubillos Avalos (1824–1893): casado con Manuela Ávila Guzmán

### Séptima generación
- Amelia Vial Ugarte (1866-1944): Casada con Melitón Moreno
- Pascuala Cubillos de Aguilera: Casada con  José Aguilera Manríquez de la familia Aguilera de argentina

### Octava generación
- Alberto Hurtado Cruchaga (1901-1952): sacerdote jesuita y santo chileno.
- Benjamín González Carrera (1921-2012): historiador, profesor, agricultor, genealogista, escritor, contador auditor y analista.
- Juan Vicente González Carrera (1917-siglo XX): sacerdote de la congregación de los Sagrados Corazones.
- Ana María Ried Undurraga (1938-2025): historiadora.
- María Elena Carrera Villavicencio (1929): política, senadora del Partido Socialista de Chile.
- Alejandro Moreno Vial (1897-siglo XX): Casado con Mary Stevenson
- Camilo Aguilera Cubillos (1901-siglo XX), Casado con Cruz Paez

### Novena generación
- Ruby Moreno Stevenson: Casada con Bernardo Quagliotti y con Sergio Hurtado
- Nancy Aguilera: Casada con Hugo Tolmo

### Décima generación
- Mónica Julia Quagliotti Moreno, casada con Kim Ellis, registrados 2 hijos

- Fermín Marcelo Quagliotti Moreno, casado con Claudia Perrucci, registra 3 hijos

- Alejandro Quagliotti Moreno, casado con María Eliana Rosello, 1 hijo, segunda nupcias Paulina Avaria G 2 hijas

- Verónica Hurtado Moreno, casada con Dimitri Papadópoulos, 1 hijo y con Miguel Marin, 2 hijos

- José Miguel Hurtado Moreno, casado con Sandra Rojas, 4 hijos

- Yanette Mariela Toledo Carrera, casada y divorciada, 1 hija

### Undécima generación
- José Ignacio Papadópoulos Marin Hurtado

- Sebastián Andrés Marín Hurtado, una hija Julieta Marín Flores

- Benjamin Alejandro Marín Hurtado

- Nataly Consuelo Arce Toledo